# Ivica Horvat
Ivan "Ivica" Horvat, född 16 juli 1926 i Sisak, död 27 augusti 2012 i Njivice, var en jugoslavisk fotbollsspelare.
Han blev olympisk silvermedaljör i fotboll vid sommarspelen 1952 i Helsingfors.